# 趙似
楚荣宪王赵似（1083年—1106年），宋朝宗室。
宋朝第六代皇帝宋神宗赵顼的十三子，生母朱德妃（追尊钦成皇后朱氏），宋哲宗的同母弟弟。
元豐六年（1083年）十二月生。七年（1084年）十二月，賜名赵似，授檢校太尉、集慶軍節度使，封和國公。宋哲宗即位，加開府儀同三司，進封普寧郡王。紹聖五年（1098年）三月出閤，改橫海、鎮海等軍，進封簡王。元符三年（1100年），宋哲宗崩，向太后议立新君。赵似作为哲宗的母弟，得到宰相章惇的推荐。太后不满哲宗的母弟再继承皇位，会进一步提升其母朱氏的地位，说：“均是神宗子，何必然。”乃立端王赵佶。宋徽宗即位，改赵似武昌、武成軍，遷守司徒，進封蔡王。八月，改保平、鎮安等軍，遷太保。九月，改鳳翔、雄武等軍，鳳翔尹。蔡王府史有不满之言，似上表待罪。左司江谏江公望上疏，宋徽宗没有追究赵似。崇寧二年（1103年）五月，改荊南、武寧等軍，荊州、徐州牧。五年（1106年）三月薨逝，輟朝七日，贈太師、尚書令、兼中書令、冀州牧，追封韓王。及葬，四臨其喪，仍御書御制挽詞二首賜之。大觀元年（1107年）正月，追封楚王，諡榮憲。
子赵有恭，受封定国军节度使、永宁郡王；靖康之变時被俘北上。

## 延伸阅读
[在维基数据编辑]
 《宋史/卷246》，出自脱脱《宋史》